# Vid

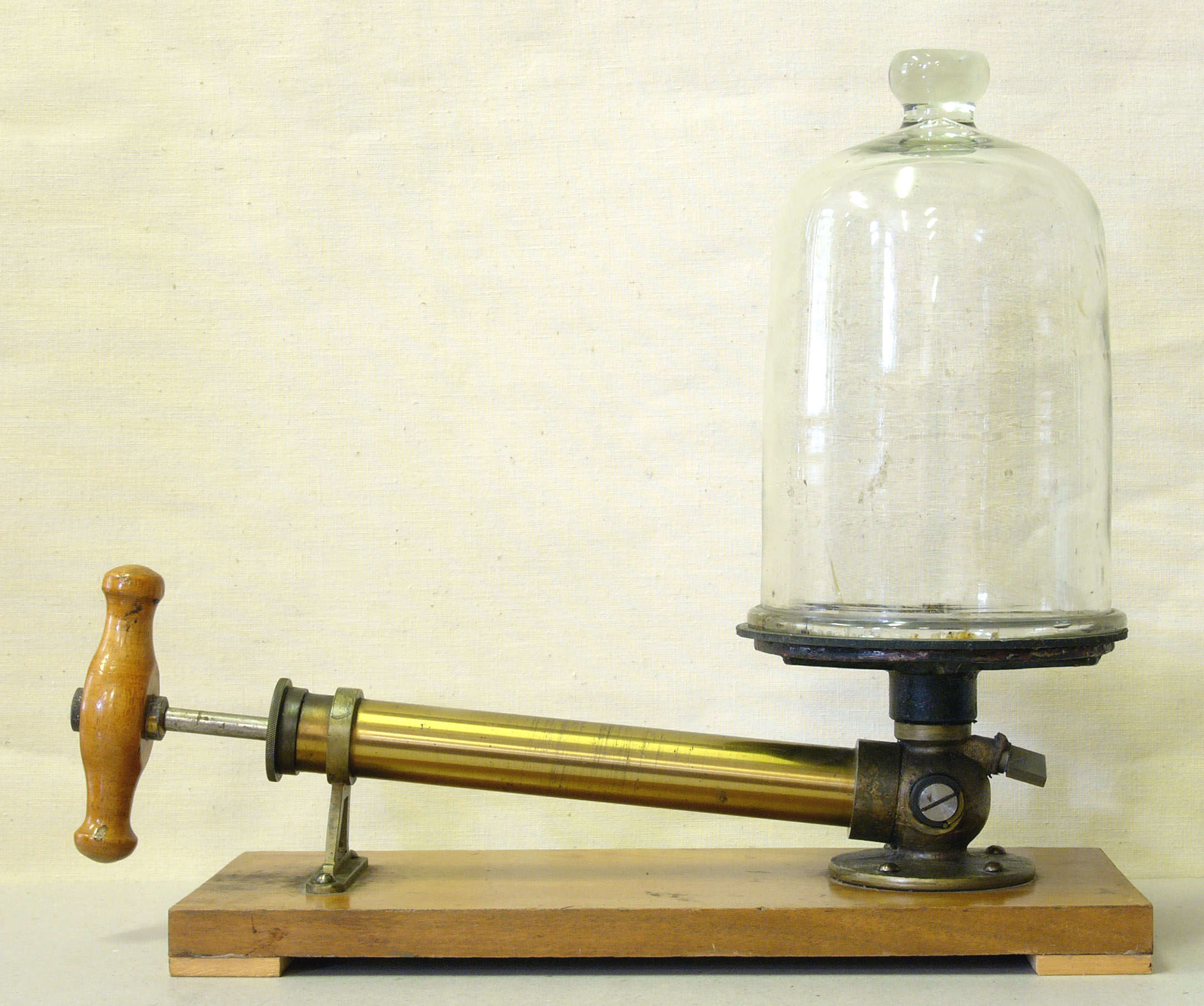
Aparat cu pompă pentru demonstrarea vidului

În fizică, vidul este absența materiei dintr-un anumit spațiu. Subcategorii:
- „Vidul perfect” este o idealizare; în realitate orice spațiu conține o cantitate oarecare de materie. Cea mai bună aproximare a vidului perfect este spațiul interstelar, în care cantitatea de materie prezentă este extrem de mică.
- Fizicienii folosesc denumirea de „vid parțial” pentru a descrie situațiile reale în care gazul a fost extras dintr-o anumită incintă într-o măsură considerabilă.
- Uneori în inginerie se folosește denumirea de „vid” și atunci când presiunea dintr-o incintă este mai mică decît presiunea atmosferică.

Ca orice presiune, presiunea din „vid”, în general mică, se măsoară în unitățile numite Pascal (simbol: Pa) sau și Torr (simbol: Torr).
În astrofizică și în astrologie, vidul este conceput ca spațiul dintre dimensiuni unde nu există nimic: nu lumină, nu întuneric, nu sus, nu jos, deci tot este absent.
Primul vacuum din istoria științei l-a obținut Evangelista Torricelli când a inventat barometrul. Este vorba de camera barometrică ce rămânea deasupra coloanei de mercur.

## Exemple
- Presiunea atmosferică: 101,3 kPa (760 Torr)
- Aspirator casnic: cca. 80 kPa (600 Torr)
- Pompă de vid mecanică: 100 Pa ... 100 μPa (1 Torr ... 10−6 Torr)
- Spațiul extra-atmosferic din jurul Pămantului: cca. 100 μPa (10−6 Torr)
- Pompă criogenică: 100 nPa ... 1 nPa (10−9 Torr ... 10−11 Torr)
- Pe suprafața Lunii: cca. 1 nPa (10−11 Torr)
- Spațiul interstelar: cca. 1 fPa (10−17 Torr)